# Архиповка (Каменский район)
Архи́повка — хутор в Каменском районе Ростовской области.
Входит в состав Пиховкинского сельского поселения.

## Население
| 2010 |
| ---- |
| 62   |

## Улицы
На хуторе имеются две улицы: Карпорусская и  Молодёжная.